# Dorien DeTombe
Dorothea Jacqueline (Dorien) DeTombe (1947) een Nederlands methodoloog en onderzoeker bij de Universiteit Utrecht.  Zij is bekend van de ontwikkeling van de methodologie COMPRAM (Complex Problem hAndling Methodology): een methodologie voor politieke besluitvorming door multidisciplinaire groepen van deskundigen en belanghebbenden.

## Levensloop
DeTombe studeerde sociale wetenschappen en computer wetenschappen, en promoveerde in 1994 bij Harm 't Hart aan de Universiteit Utrecht op het proefschrift "Defining complex interdisciplinary societal problems : a theoretical study for constructing a co-operative problem analyzing method: the method COMPRAM".
Ze heeft verder gewerkt aan Radboud Universiteit in Nijmegen, Universiteit Utrecht en aan de Technische Universiteit Delft. Ze is gastdocent geweest bij verschillende universiteiten in het buitenland, redacteur van verscheidene wetenschappelijke tijdschriften, en onder andere voorzitter de ‘International Research Society on Methodology of Societal Complexity’.

## Werk
DeTombe onderzoeksinteresse ligt op het gebied van methodologie van maatschappelijke complexiteit. Tijdens haar promotie-onderzoek ontwikkelde ze de methodologie COMPRAM (Complex Problem hAndling Methodology): een methodologie voor politieke besluitvorming door multidisciplinaire groepen van deskundigen en belanghebbenden. De COMPRAM methodologie is geselecteerd door de OESO voor het aanpakken van het probleem van wereldwijde veiligheid.
Tegenwoordig doet wetenschappelijk onderzoek over Complexe Maatschappelijke Problemen, zoals risico beheersing, duurzame ontwikkeling, gezondheidszorg; op onderwerpen als overstromingen, problematiek van grote steden, terrorisme en de credit crisis. Hierbij werkt zij regelmatig samen met methodoloog en simulatie-onderzoeker Cor van Dijkum;

## Publicaties
DeTombe publiceerde meer dan 100 wetenschappelijke artikelen en diverse boeken over Methodologie van Maatschappelijke Complexiteit. Een aantal van haar publicaties:
- 1991. Courseware evaluatie : een instrument ter beoordeling van de onderwijskundige en algemeen didactische aspecten van programma's voor computer ondersteund onderwijs. Met G. Kanselaar.
- 1992. Gamma chaos : onzekerheid en orde in de menswetenschappen Met Cor van Dijkum (red.)
- 1994. Defining complex interdisciplinary societal problems. A theoretical study for constructing a co-operative problem analyzing methodology: the methodology COMPRAM. Proefschrift
- 1996. Analyzing Societal Problems. A Methodological Approach. Met Cor van Dijkum (red.)
- 1999. Complex problem solving: methodological support for societal policy making. Met Elmar A. Stuhler (red.) ISBN 3879883564
- 1999. Validation of Simulation Models. Met Cor van Dijkum en Etzel van Kuijk (red). SISWO Publication 403. ISBN 9067061522